# 문제용
문제용(1979년 ~ )은 대한민국의 영화 감독이자 각본가이다. 2005년의 내 생애 가장 아름다운 일주일, 2006년의 타짜 (영화)의 조감독을 맡았다. 2015년 영화 내 심장을 쏴라로 감독 데뷔했고 이 영화는 이민기와 여진구가 주연으로 출연했다.

## 참여 작품
- 셀프 포트레이트(2002)
- 내 심장을 쏴라(2014) - 감독/각본
- 아부의 왕(2012) - 윤색
- 슈퍼맨이었던 사나이(2008) - B유닛부문
- 내 생애 가장 아름다운 일주일
- 작업의 정석
- 타짜 (영화)